# Aaaba fossicollis
Aaaba fossicollis, vrsta kukca iz porodice krasnika (Buprestidae), potporodica Agrilinae. Ova vrsta raširena je uz jugoistočnu obalu Australije

## Vanjske poveznice
- Slika[neaktivna poveznica]